# 圣诞老人

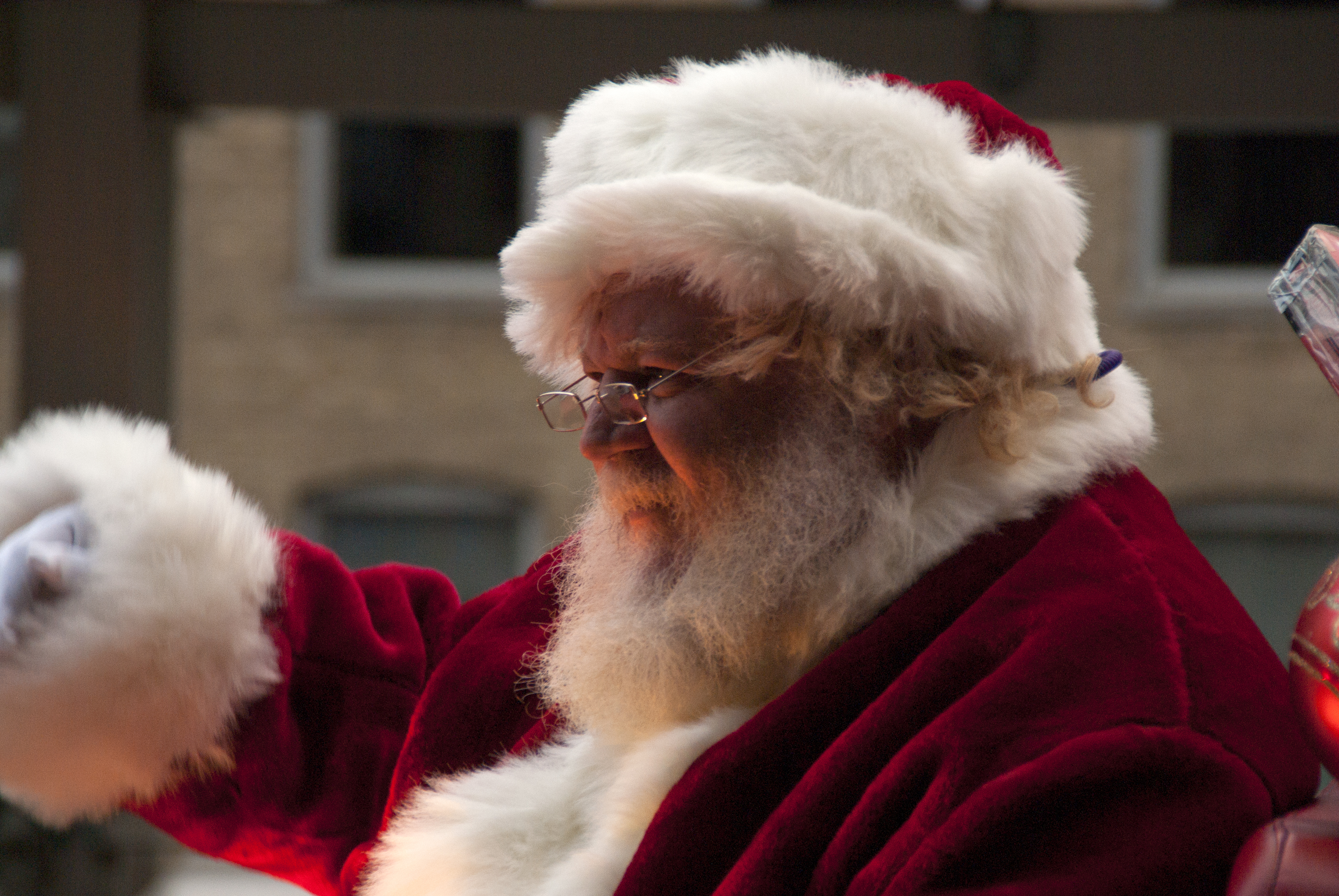
聖誕老人扮相

圣诞老人或稱耶誕老人（英語：Santa Claus），也常被兒童稱為聖誕老公公，是源於基督教中天主教會及東正教會等的西方文化知名形象，在平安夜會發送禮物給善良乖巧的小孩。

## 原型
圣诞老人的原型为罗马帝国时期米拉城的主教圣尼古拉（聖尼閣），传说他为了幫助贫困女孩逃過被賣的命運，曾在半夜爬上屋頂把金幣從煙囪投入女孩家中。后世为了纪念聖尼古拉，制定了聖尼古拉節，聖誕老人的譯音就是聖尼古拉。大航海時代以後，美國的可口可樂公司將現代形象的耶誕老人描繪出來，並加入聲音，變成我們今天看到的聖誕老人身穿紅大衣、頭戴聖誕帽的形象。

## 形象
圣诞老人此一神秘人物带给小孩子们礼物的概念衍生自4世纪生活在安納托利亞（即土耳其）的主教圣尼古拉。荷兰人在圣尼古拉斯节（12月5日）會模仿他送礼物。
在北美洲，荷蘭和英国殖民者把这一传统融入圣诞節日的庆祝里，荷兰语的圣尼古拉（Sinterklaas）传进英语成为“Santa Claus”，也就相应的成为圣诞老人的人物了。在英裔美国人的传统中，圣诞老人总是快活的在圣诞前夜乘着驯鹿拉的雪橇到来，他从烟囱爬进屋内，留下给孩子们的礼物，並吃掉孩子们为他留下的食物。他在一年中的其他時間里，都是忙於製作禮物和監督孩子們的行為。
法國與聖誕老人類似的形象是 Père Noel，他和聖誕老人幾乎完全一樣，其紅白相間的衣服曾經使可口可樂公司獲得靈感，在1930年代畫出了傳遍世界的聖誕老人形象。在一些文化中，圣诞老人身旁跟随着可內希特·魯普雷希特，或是称作黑彼得（荷文：Zwarte Piet）的家伙。一些版本中，玩具作坊里的侏儒制作了节日礼物，有时圣诞老人与圣诞夫人是夫妻。圣诞季期间，在北美和英國的很多超市裏，都有小孩可以向其要礼物的圣诞老人出现。
在冰島的傳說中，聖誕老人並不只一位，而是共有十三位聖誕老人，各有不同的性格，有的调皮活潑，有的慈祥溫柔。
在许多国家里，聖誕節前夕，孩子们會准备好空的容器，以便圣诞老人可以装进一些小礼物，如玩具、糖果或水果。在美国，孩子们聖誕夜會在壁炉上悬挂圣诞袜，因为圣诞老人说过要在圣诞夜前从烟囱下来把礼物放到袜子里。在其他国家，孩子们把空鞋放到户外，以便圣诞老人可以在圣诞夜（或圣尼古拉斯节前夕的12月5日）送禮。
有趣的是，對於聖誕老人在北極的情形的描繪，巧妙地也反映了19世紀工業革命後，人們對工業進步的印象。二十世紀早期，聖誕老人有些形象是他親自以手工製造玩具，就像小工作坊裡的工匠一樣。後來，印象變成聖誕老人手下有許多小精靈，也出現非洲裔的黑小精靈做工製造玩具，出現近代的流水線大量生產的型態，但玩具依舊是各個精靈以傳統方式手工完成的。
等到二十世紀末，西方大眾充分接受了大量機器生產的現實。現代對於聖誕老人除了可能為黑人等少數族裔外，對於其住處的描繪，也反映了政治正確這點：人們幽默地講說他的住處乃是高度機器化的生產設施，配備了最先進的製造業技術、環保科技等，由精靈還有經理一般的聖誕老婆婆，進行出廠前的品質管控。有很多電視廣告將這場景經營成公司喜劇，將精靈描繪為心懷不滿的員工，搞笑和作弄老闆。

## 居所所在
而與原始的基督教傳說不同，當代民間认为圣诞老人来自北极，如北欧各国认定的芬蘭的拉普蘭區，然而在第40届世界圣诞老人大会上，丹麦属地北美洲的格陵兰島被重新議定为圣诞老人的居所所在，大會主席稱原因是「該地有眾多的馴鹿」。

## 其他

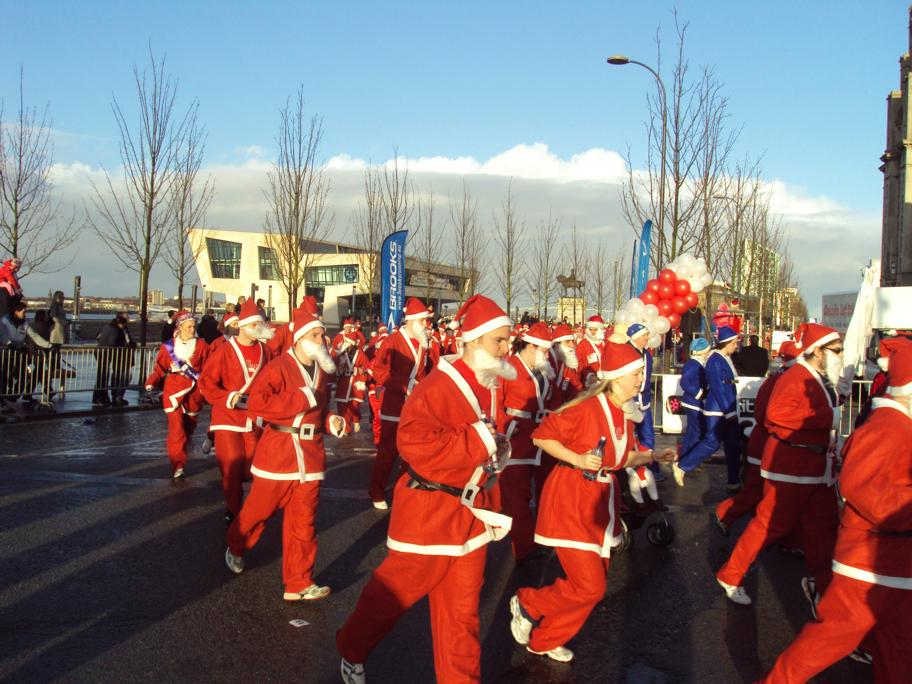
在英國利物浦的聖誕老人短跑

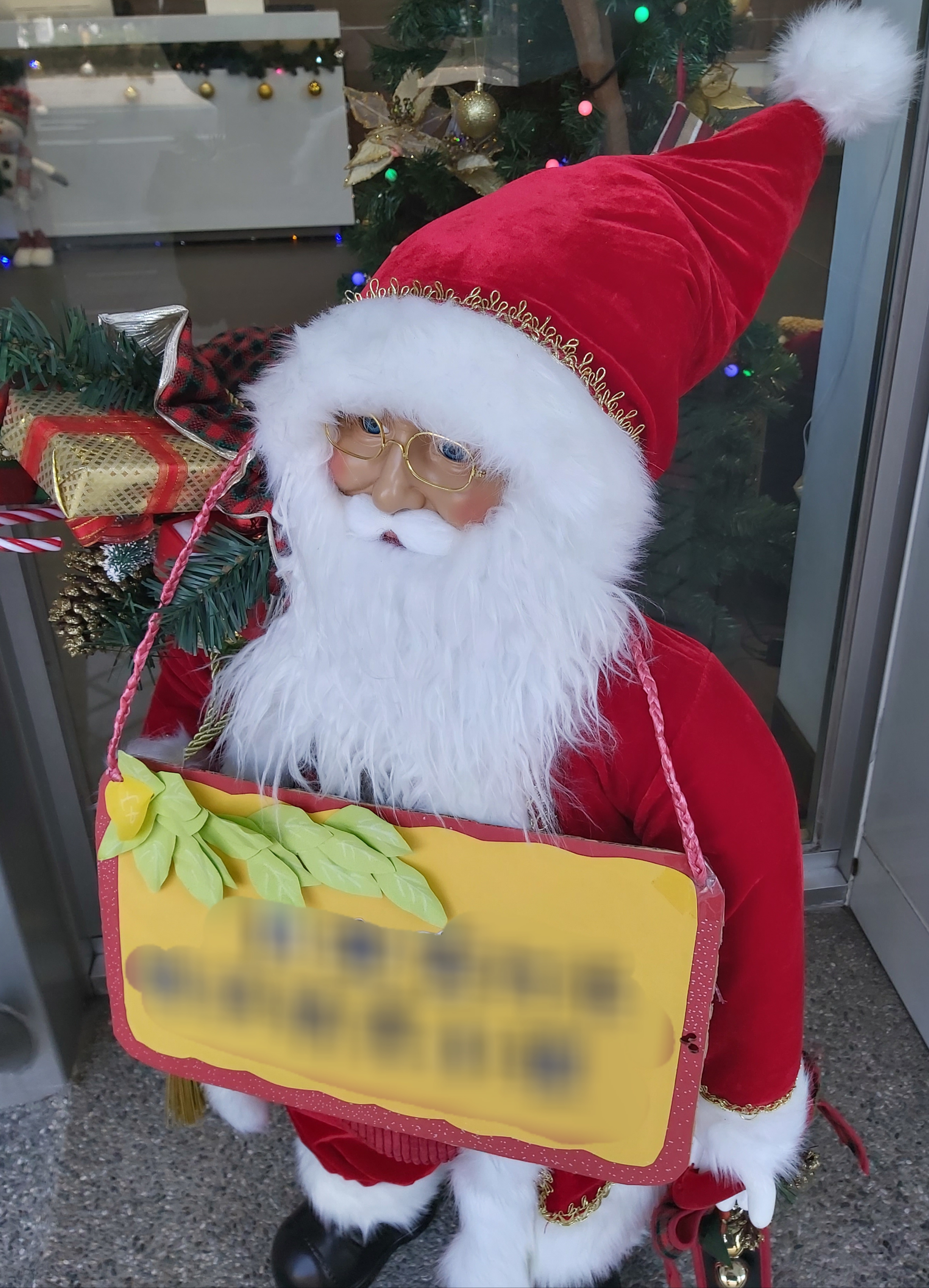
臺灣的聖誕老人人偶

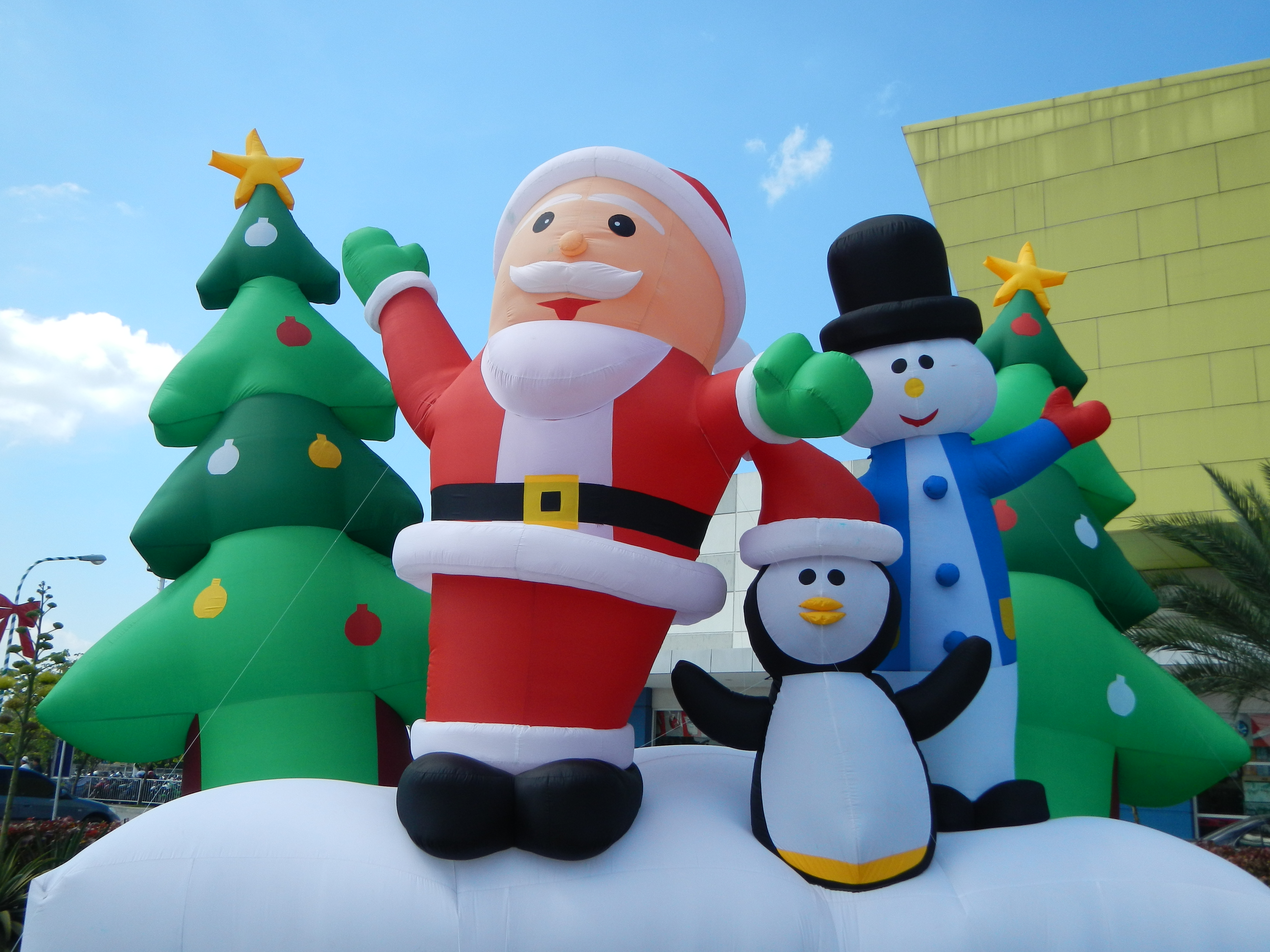
菲律賓的巨型聖誕老人氣球

- 聖誕節，總會有（相信有聖誕老人的）小孩寄信給聖誕老人，內容如告知其希望自己收到聖誕禮物之類，而在某些國家的郵局，為免讓孩子們失望，更會有專人回覆這些信件[3][4][5]。
- 另一个著名的故事发生在1897年，家住纽约的八岁小女孩弗吉尼娅·欧汉伦写信给纽约太阳报 (便士报)，希望知道圣诞老人是否真的存在。编辑弗朗西斯·彻奇收到来信后，在报纸的社评栏中发表了“真的，弗吉尼娅，圣诞老人是真的”之回答。在之后的一个世纪里，这篇短文成为英文史上重印次数最多的报纸社评。
- 在香港，有些小朋友會在聖誕節寫信給聖誕老人，但就會被送至郵政署的「無法投遞組」，收到小朋友的來信後，該署的職員會「扮演」聖誕老人，逐封親筆回信，小朋友的要求可能是希望聖誕老人送上禮物或幫助解決疑難，但無論有什麼要求，郵政署都只能回覆一張特別設計的聖誕卡。1995年香港郵政就收到了600多封小朋友寄給聖誕老人的信件，2015年更有11,000封。郵政署郵務監督表示這是跟隨英國郵政上的傳統，覺得如果在聖誕期間能帶給小朋友一些開心的事，「我們都覺得應該繼續做」[6]。
- 此外，北美空防司令部為孩童們提供了「追蹤聖誕老人」服務，每到聖誕節前後就可以讓孩童們藉由網路或電話查詢聖誕老人的所在位置。
- 澳大利亞受政治正確思潮影響，一些幼稚園和幼兒中心禁止聖誕老人進入，以免冒犯少數族裔。[7]在英國，受政治正確影響，有商場在聖誕節時候禁止聖誕老人派送禮物，以免可能冒犯非基督教徒。[8]